# 禰軍
禰軍（イェ・グン、예군、613年 -678年2月19日）は、百済の官吏。

## 人物
2011年に西安で発見された墓誌によれば、祢氏は代々百済で佐平（最上位の官位）を務めた名門であるという。660年に、弟の祢植（祢寔進）なる人物が、百済最後の王となった義慈王に唐への投降を進言したという記述が唐の正史に見える。百済滅亡後には、唐に仕えたが、遺民による反乱が勃発すると、熊津都督府に派遣され、その慰撫に努めた。その間、倭にも2度使者として渡った。670年に唐と新羅の関係が悪化すると、唐の間者と見做されて捕縛された後に、唐に送り返され、長安で没した。

## 「日本」について
この墓誌には「日本」の文字が記され、これが日本の国号ならば現存する最古の使用例となるが、現在も議論が続いている。